# Leichtathletik-Europameisterschaften 2010/4 × 400 m der Frauen

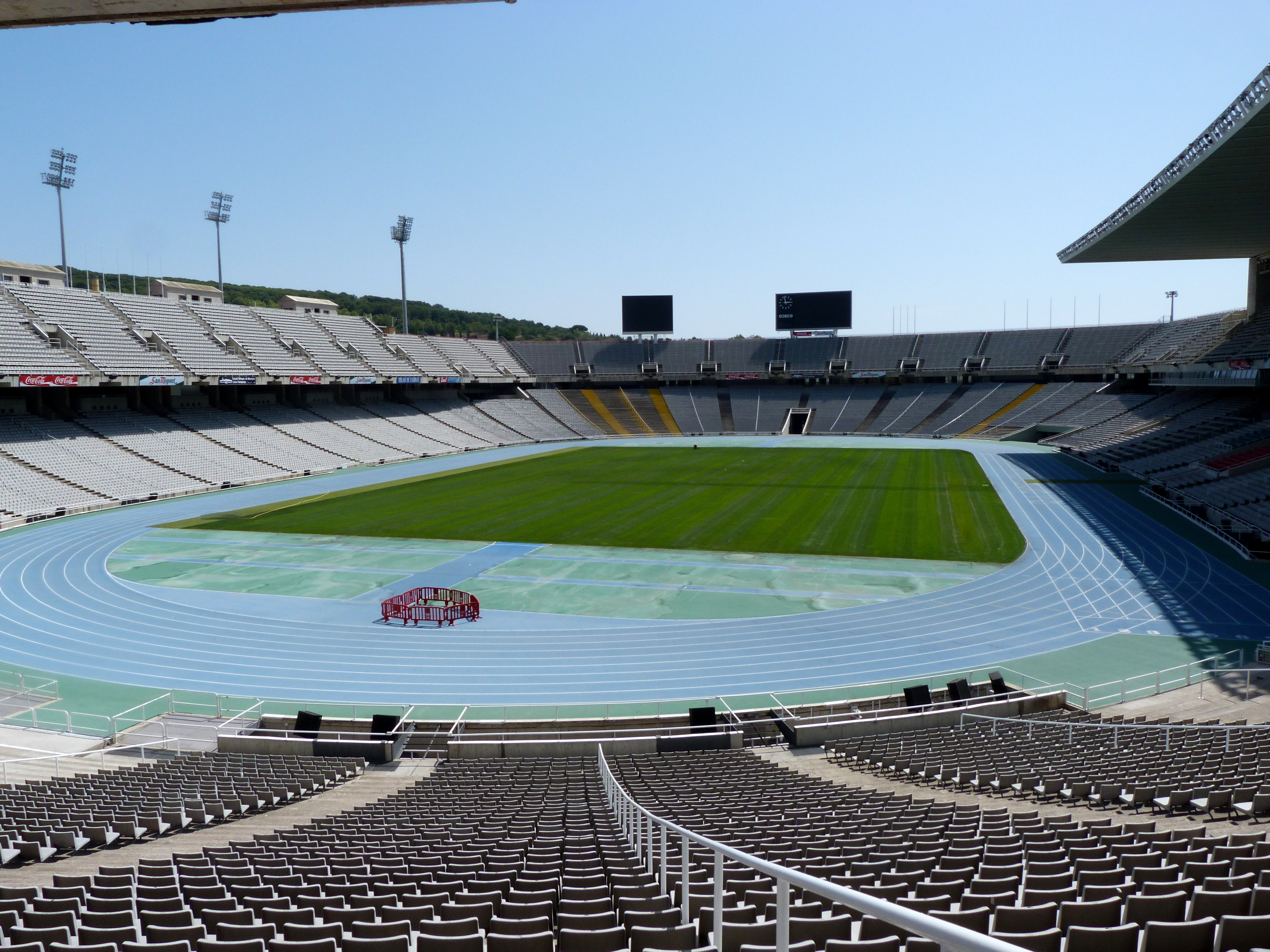
Das Olympiastadion Estadi Olímpic Lluís Companys
Barcelona im Jahr 2012

Die 4-mal-400-Meter-Staffel der Frauen bei den Leichtathletik-Europameisterschaften 2010 wurde am 31. Juli und 1. August 2010 im Olympiastadion Estadi Olímpic Lluís Companys der spanischen Stadt Barcelona ausgetragen.
Europameister wurde Deutschland in der Besetzung Fabienne Kohlmann (Finale), Esther Cremer, Janin Lindenberg und Claudia Hoffmann sowie der im Vorlauf außerdem eingesetzten Jill Richards.
Den zweiten Platz belegte Großbritannien mit Nicola Sanders, Marilyn Okoro, Lee McConnell und Perri Shakes-Drayton (Finale) sowie der im Vorlauf außerdem eingesetzten Vicki Barr.
Bronze ging an Italien (Chiara Bazzoni, Marta Milani, Maria Enrica Spacca, Libania Grenot).
Auch die nur im Vorlauf eingesetzten Läuferinnen erhielten entsprechendes Edelmetall.

## Bestehende Rekorde
| Weltrekord           | 3:15,17 min | Sowjetunion (Tatjana Ledowskaja, Olga Nasarowa, Marija Pinigina, Olha Bryshina) | OS Seoul Südkorea           | 1. Oktober 1988 |
| Europarekord         | 3:15,17 min | Sowjetunion (Tatjana Ledowskaja, Olga Nasarowa, Marija Pinigina, Olha Bryshina) | OS Seoul Südkorea           | 1. Oktober 1988 |
| Meisterschaftsrekord | 3:16,87 min | DDR (Kirsten Emmelmann, Sabine Busch, Petra Müller, Marita Koch)                | EM Stuttgart BR Deutschland | 31. August 1986 |

Der bestehende EM-Rekord wurde bei diesen Europameisterschaften nicht erreicht. Die schnellste Zeit erzielte Europameister Deutschland mit 3:24,07 min, womit das Quartett 7,20 s über dem Rekord blieb. Zum Welt- und Europarekord fehlten 8,90 s.

## Doping
Drei Staffeln wurden dopingbedingt disqualifiziert:

- In der russischen Staffel war die bereits im Resultat über 200 Meter benannte Anastassija Kapatschinskaja gedopt.[2]
- Auch das Ergebnis der belarussischen Staffel – das Team hatte mit der gedopten Swjatlana Ussowitsch Rang sieben belegt – wurde später wegen Dopingmissbrauchs annulliert.[3] Der Athletin wurde bei Nachtests nachgewiesen, dass sie bereits 2008 gegen die Antidopingbestimmungen verstoßen hatte. Ihre Ergebnisse wurden entsprechend annulliert.[4]
- In der türkischen Mannschaft – in der Vorrunde ausgeschieden – war Pınar Saka als Schlussläuferin eingesetzt, deren Resultat auch im Einzelrennen über 400 Meter wegen Verstoßes gegen die Dopingbestimmungen gestrichen wurde. In Konsequenz wurde auch das Ergebnis der türkischen Staffel annulliert.[5]

Vor allem vier teilnehmende Staffeln wurden durch die Dopingbetrügerinnen benachteiligt:
- Deutschland – Die deutschen Läuferinnen wurden erst deutlich verspätet offizielle Europameisterinnen, nachdem die Veranstaltung längst beendet war.
- Italien – Das Team konnte nicht an der Siegerehrung teilnehmen und erhielt seine Bronzemedaillen mit großer Verspätung.
- Polen – Die Staffel wäre als drittplatzierte Mannschaft des ersten Vorlaufs im Finale startberechtigt gewesen.
- Irland – Wie schon über 4 × 100 Meter wurde den Irinnen die Finalteilnahme verwehrt, die sie sich über ihre Zeit erkämpft hatten.

## Legende
Kurze Übersicht zur Bedeutung der Symbolik – so üblicherweise auch in sonstigen Veröffentlichungen verwendet:
| NR  | Nationaler Rekord                     |
| DOP | wegen Dopingvergehens disqualifiziert |

## Vorrunde
Die Vorrunde wurde in zwei Läufen durchgeführt. Die ersten drei Staffeln pro Lauf – hellblau unterlegt – sowie die darüber hinaus zwei zeitschnellsten Teams – hellgrün unterlegt – qualifizierten sich für das Finale.

### Vorlauf 1
31. Juli 2010, 11:50 Uhr
Anmerkung zum Resultat der russischen Staffel:

Das Resultat der russischen Staffel wurde wegen Teilnahme der gedopten Anastassija Kapatschinskaja (siehe oben) annulliert. Diese Disqualifikation hat für den kompletten Wettkampf Gültigkeit, auch wenn wie in diesem Falle im Vorlauf die gedopte Läuferin noch nicht eingesetzt war.
| Platz | Staffel        | Besetzung                                                                                             | Zeit (min) | Anmerkung                              |
| ----- | -------------- | --- | ---------- | -------------------------------------- |
| 1     | Großbritannien | Nicola Sanders Vicki Barr (Vorlauf) Marilyn Okoro Lee McConnell                                       | 3:28,01    |                                        |
| 2     | Frankreich     | Marie-Angélique Lacordelle Thélia Sigère Lætitia Anaba-Denis (Vorlauf) Floria Gueï (Vorlauf)          | 3:29,25    |                                        |
| 3     | Polen          | Agata Bednarek Izabela Kostruba-Rój Aneta Jakóbczak Anna Jesień                                       | 3:35,25    | eigentlich für das Finale qualifiziert |
| 4     | Belgien        | Axelle Dauwens Elke Bogemans Wendy Den Haeze Lindsy Cozijns                                           | 3:37,56    |                                        |
| DOP   | Russland       | Natalja Nasarowa (Vorlauf) Xenija Sadorina (Vorlauf) Antonina Kriwoschapka Xenija Aksjonowa (Vorlauf) | 3:26,89    | für das Finale zugelassen              |
| DOP   | Belarus        | Kazjaryna Mischyna Alena Kijewitsch Hanna Taschpulatawa Swjatlana Ussowitsch                          | 3:29,27    | für das Finale zugelassen              |
| DOP   | Türkei         | Özge Gurler Birsen Engin Meliz Redif Pınar Saka                                                       | 3:33,13    |                                        |

### Vorlauf 2
31. Juli 2010, 12:00 Uhr
| Platz | Staffel     | Besetzung                                                                      | Zeit (min) | Anmerkung                              |
| ----- | ----------- | ------------------------------------------------------------------------------ | ---------- | -------------------------------------- |
| 1     | Italien     | Chiara Bazzoni Marta Milani Maria Enrica Spacca Libania Grenot                 | 3:27,95    |                                        |
| 2     | Deutschland | Janin Lindenberg Esther Cremer Jill Richards (Vorlauf) Claudia Hoffmann        | 3:28,65    |                                        |
| 3     | Rumänien    | Angela Moroșanu Anamaria Ioniță Bianca Răzor Mirela Lavric                     | 3:29,46    |                                        |
| 4     | Ukraine     | Daryna Prystupa Julija Krewsun (Vorlauf) Natalija Lupu (Vorlauf) Hanna Titimez | 3:29,50    |                                        |
| 5     | Irland      | Marian Andrews Joanne Cuddihy Brona Furlong Michelle Carey                     | 3:30,11    | eigentlich für das Finale qualifiziert |
| 6     | Tschechien  | Jana Slaninová Zuzana Bergrová Jitka Bartoničková Denisa Rosolová              | 3:31,91    |                                        |
| 7     | Slowakei    | Anja Puc Liona Rebernik Daša Bajec Urška Klemen                                | 3:41,72    |                                        |

## Finale
1. August 2010, 21:40 Uhr
| Platz | Staffel        | Besetzung | Zeit (min) |
| ----- | -------------- | --- | ---------- |
| 1     | Deutschland    | Fabienne Kohlmann (Finale) Esther Cremer Janin Lindenberg Claudia Hoffmann im Vorlauf außerdem: Jill Richards                                                                      | 3:24,07    |
| 2     | Großbritannien | Nicola Sanders Marilyn Okoro Lee McConnell Perri Shakes-Drayton (Finale) im Vorlauf außerdem: Vicki Barr                                                                           | 3:24,34    |
| 3     | Italien        | Chiara Bazzoni Marta Milani Maria Enrica Spacca Libania Grenot | 3:25,71 NR |
| 4     | Ukraine        | Daryna Prystupa Hanna Titimez Alina Lohwynenko (Finale) Antonina Jefremova (Finale) im Vorlauf außerdem: Julija Krewsun Natalija Lupu                                              | 3:28,03    |
| 5     | Frankreich     | Marie-Angélique Lacordelle Muriel Hurtis-Houairi (Finale) Thélia Sigère Virginie Michanol (Finale) im Vorlauf außerdem: Lætitia Anaba-Denis Floria Gueï                            | 3:28,11    |
| 6     | Rumänien       | Angela Moroșanu Anamaria Ioniță Bianca Răzor Mirela Lavric | 3:29,75    |
| DOP   | Russland       | Anastassija Kapatschinskaja (Finale) Antonina Kriwoschapka Xenija Ustalowa (Finale) Tatjana Firowa (Finale) im Vorlauf außerdem: Natalja Nasarowa Xenija Sadorina Xenija Aksjonowa | 3:21,26    |
| DOP   | Belarus        | Kazjaryna Mischyna Alena Kijewitsch Hanna Taschpulatawa Swjatlana Ussowitsch | 3:26,74    |

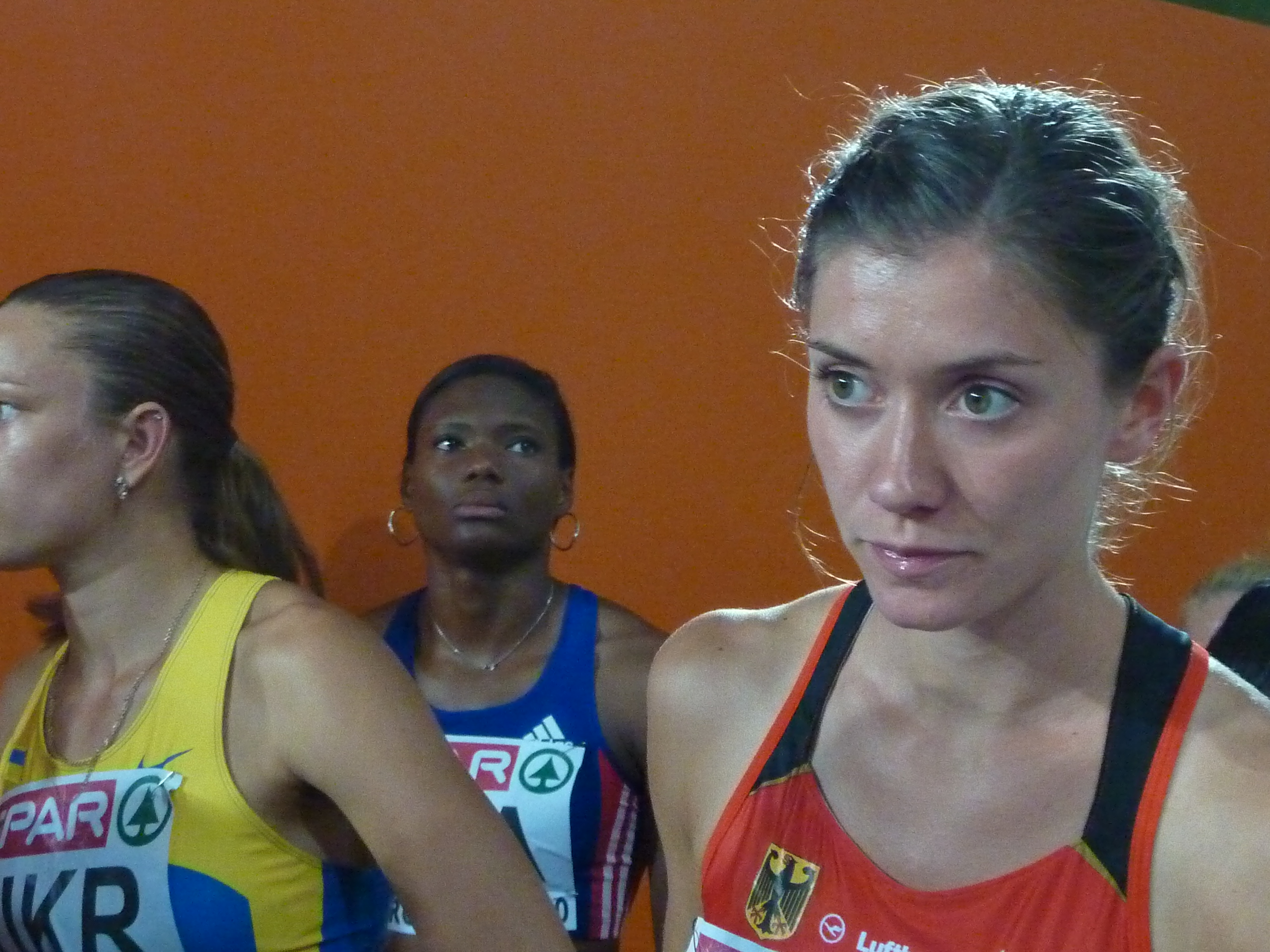
Esther Cremer im Wartebereich der Sportlerinnen vor dem Rennen

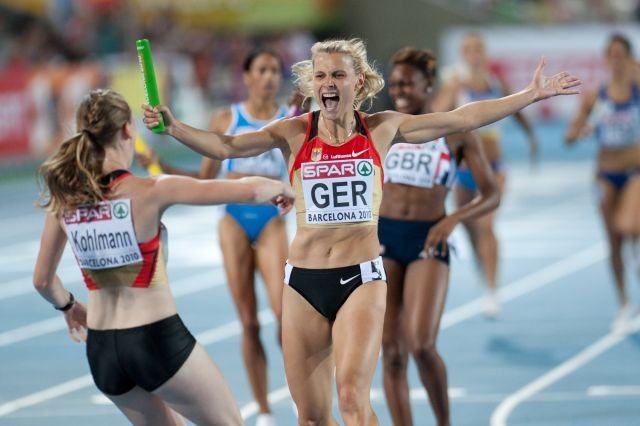
Claudia Hoffmann, Schlussläuferin der siegreichen deutschen Staffel, wird im Ziel von Fabienne Kohlmann erwartet

Die deutsche Staffel mit Janin Lindenberg, Esther Cremer, Fabienne Kohlmann und Claudia Hoffmann sowie der im Vorlauf eingesetzten Jill Richards lief eine Zeit von 3:24,07 min und wurde so Europameister vor den Britinnen.

## Videolink
- Lee McConnell - 2010 Barcelona European Championships 4x400m Final, youtube.com (englisch), abgerufen am 20. Februar 2023